# 和気宗勝
和気 宗勝（わき むねかつ、生年不詳 - 天正3年（1575年））は、戦国時代の武将。武田氏の家臣。通称善兵衛。脇善兵衛とも。

## 略歴
元は今川氏家臣で、今川家滅亡後に武田氏に仕え駿河先方衆を務めた。天正3年（1575年）長篠の戦いにおいて久間山砦を守備中、酒井忠次の奇襲隊に背後を衝かれ、有海で討死した。墓所は愛知県新城市有明稲場にある。